# Пифагорово простое число
Пифагорово простое число — простое число вида {\displaystyle 4n+1}. Название связано с представимостью таких чисел в виде суммы двух квадратов (по аналогии с теоремой Пифагора): теорема Ферма — Эйлера утверждает, что эти простые могут быть представлены в виде суммы двух квадратов однозначно (с точностью до порядка), и что никакие другие простые числа не могут быть представлены таким образом, за исключением {\displaystyle 2=1^{2}+1^{2}}. Все эти простые (включая 2) являются нормой гауссовых целых чисел, в то время как другие простые таковыми не являются.
Пифагоровых простых бесконечно много, первые такие числа:
5, 13, 17, 29, 37, 41, 53, 61, 73, 89, 97, 101, 109, 113, …
Квадратичный закон взаимности утверждает, что если {\displaystyle p} и {\displaystyle q} — различные простые нечётные числа, и по крайней мере одно из них пифагорово, то {\displaystyle p} является квадратичным вычетом по модулю {\displaystyle q} только тогда, когда {\displaystyle q} — квадратичный вычет по модулю {\displaystyle p}; и наоборот, если ни {\displaystyle p}, ни {\displaystyle q} не являются пифагоровыми, то {\displaystyle p} является квадратичным вычетом по модулю {\displaystyle q} тогда и только тогда, когда {\displaystyle q} является квадратным невычетом по модулю {\displaystyle p}.
В поле {\displaystyle \mathbb {Z} /p} с пифагоровым простым {\displaystyle p} уравнение {\displaystyle x^{2}=-1} имеет два решения.